# Heathen Tour
De Heathen Tour was een tournee van de Britse muzikant David Bowie, die in 2002 in Noord-Amerika en Europa gehouden werd. De tournee werd gehouden ter promotie van zijn album Heathen.
Het album Low werd voor het eerst in zijn geheel gespeeld tijdens de opwarmshow in New York op 11 juni 2002. Aangezien andere verplichtingen ervoor zorgde dat Bowie niet op een grootschalige wereldtournee kon gaan, werd de Heathen Tour gezien als een soort minitournee, vergelijkbaar met de Outside Summer Festivals Tour uit 1996.
Op 11 februari 2002 werd bekend dat Bowie de rol van artistiek regisseur had geaccepteerd op het Meltdown Festival in Londen. De zogeheten David Bowie's Meltdown 2002 duurde van 14 tot 30 juni, met een groot aantal concerten van onder anderen Legendary Stardust Cowboy, Coldplay, The Waterboys en de London Sinfonietta, die de Philip Glass-symfonieën van de albums Low en "Heroes" speelden. De laatste nacht was Bowie zelf de hoofdact van het evenement, met The Dandy Warhols als supportact en een dj-set van Johnathan Ross.
De Heathen Tour begon officieel op het Meltdown Festival, waarna Bowie een aantal Europese concerten speelde gevolgd door een samenwerking met Moby voor de Noord-Amerikaanse tour en de daaropvolgende Europese concerten. In oktober keerde Bowie terug naar Noord-Amerika voor zeven shows, waarbij de eerste vijf gehouden werden in alle vijf de boroughs van New York. Bowie noemde dit de New York Marathon Tour en zei: "Vanaf alle shows kan ik naar huis gaan op rollerskates".

## Muzikanten
- David Bowie: zang, gitaar, saxofoon, mondharmonica, Stylophone
- Earl Slick: gitaar
- Gerry Leonard: gitaar, achtergrondzang
- Mark Plati: slaggitaar, basgitaar, keyboards, achtergrondzang
- Gail Ann Dorsey: basgitaar, achtergrondzang
- Sterling Campbell: drums
- Mike Garson: keyboards
- Catherine Russell: keyboards, percussie, achtergrondzang

## Tourdata
| Datum                       | Stad                       | Land             | Locatie                                      |
| Opwarmshows                 | Opwarmshows                | Opwarmshows      | Opwarmshows                                  |
| --------------------------- | -------------------------- | ---------------- | -------------------------------------------- |
| 11 juni 2002                | New York                   | Verenigde Staten | Roseland Ballroom                            |
| 15 juni 2002                | New York                   | Verenigde Staten | Sony Music Studios                           |
| Europa                      |                            |                  |                                              |
| 29 juni 2002                | Londen                     | Engeland         | Royal Festival Hall Meltdown Festival        |
| 1 juli 2002                 | Parijs                     | Frankrijk        | Paris Olympia                                |
| 3 juli 2002                 | Kristiansand               | Noorwegen        | Quart Festival                               |
| 5 juli 2002                 | Horsens                    | Denemarken       | Horsens Ny Teater                            |
| 7 juli 2002                 | Oostende                   | België           | Wellingtonrenbaan Seat Beach Rock Festival   |
| 10 juli 2002                | Manchester                 | Engeland         | Old Trafford Cricket Ground Move Festival    |
| 12 juli 2002                | Keulen                     | Duitsland        | E-Werk Festival                              |
| 14 juli 2002                | Nîmes                      | Frankrijk        | Les Arenes de Nîmes                          |
| 15 juli 2002                | Lucca                      | Italië           | Summer Festival                              |
| 18 juli 2002                | Montreux                   | Zwitserland      | Auditorium Stravinski Montreux Jazz Festival |
| Noord-Amerikaanse festivals |                            |                  |                                              |
| 28 juli 2002                | Bristow, Virginia          | Verenigde Staten | Nissan Pavilion                              |
| 30 juli 2002                | Camden, New Jersey         | Verenigde Staten | Tweeter Center at the Waterfront             |
| 31 juli 2002                | Holmdel, New Jersey        | Verenigde Staten | PNC Bank Arts Center                         |
| 2 augustus 2002             | Wantagh, New York          | Verenigde Staten | Tommy Hilfiger at Jones Beach Theater        |
| 3 augustus 2002             | Mansfield, Massachusetts   | Verenigde Staten | Tweeter Center for the Performing Arts       |
| 5 augustus 2002             | Toronto                    | Canada           | Molson Amphitheater                          |
| 6 augustus 2002             | Detroit, Michigan          | Verenigde Staten | DTE Energy Music Center                      |
| 8 augustus 2002             | Tinley Park, Illinois      | Verenigde Staten | Tweeter Center                               |
| 10 augustus 2002            | Denver, Colorado           | Verenigde Staten | Pepsi Center                                 |
| 13 augustus 2002            | Irvine, Californië         | Verenigde Staten | Verizon Wireless Amphitheater                |
| 14 augustus 2002            | Mountain View, Californië  | Verenigde Staten | Shoreline Amphitheatre                       |
| 16 augustus 2002            | George, Washington         | Verenigde Staten | The Gorge Amphitheatre                       |
| Europa                      |                            |                  |                                              |
| 22 september 2002           | Berlijn                    | Duitsland        | Max-Schmeling-Halle                          |
| 24 september 2002           | Parijs                     | Frankrijk        | Le Zénith                                    |
| 25 september 2002           | Parijs                     | Frankrijk        | Le Zénith                                    |
| 27 september 2002           | Bonn                       | Duitsland        | Museumsmeile                                 |
| 29 september 2002           | München                    | Duitsland        | Olympiahalle                                 |
| 2 oktober 2002              | Londen                     | Engeland         | Carling Apollo Hammersmith                   |
| Noord-Amerika               |                            |                  |                                              |
| 11 oktober 2002             | New York                   | Verenigde Staten | The Music Hall at Snug Harbour               |
| 12 oktober 2002             | New York                   | Verenigde Staten | St. Anne's Warehouse                         |
| 16 oktober 2002             | New York                   | Verenigde Staten | Colden Center at Queens College              |
| 17 oktober 2002             | New York                   | Verenigde Staten | Jimmy's Bronx Cafe                           |
| 20 oktober 2002             | New York                   | Verenigde Staten | Beacon Theater                               |
| 21 oktober 2002             | Philadelphia, Pennsylvania | Verenigde Staten | Tower Theater                                |
| 23 oktober 2002             | Boston, Massachusetts      | Verenigde Staten | Orpheum Theatre                              |

## Gespeelde nummers
Van David Bowie (1969)
- "Space Oddity"

Van Hunky Dory (1971)
- "Changes"
- "Life on Mars?"
- "The Bewlay Brothers"

Van The Rise and Fall of Ziggy Stardust and the Spiders from Mars (1972)
- "Moonage Daydream"
- "Starman"
- "Ziggy Stardust"

Van Diamond Dogs (1974)
- "Rebel Rebel"

Van Young Americans
- "Fame"

Van Station to Station (1976)
- "Stay"

Van Low (1977)
- "Speed of Life"
- "Breaking Glass"
- "What in the World"
- "Sound and Vision"
- "Always Crashing in the Same Car"
- "Be My Wife"
- "A New Career in a New Town"
- "Warszawa"
- "Art Decade"
- "Weeping Wall"
- "Subterraneans"

Van "Heroes" (1977)
- ""Heroes""

Van Lodger (1979)
- "Look Back in Anger"

Van Scary Monsters (and Super Creeps) (1980)
- "Ashes to Ashes"
- "Fashion"

Van Let's Dance (1983)
- "China Girl" (oorspronkelijk van Iggy Pop)
- "Let's Dance"

Van 1. Outside (1995)
- "Hallo Spaceboy"

Van Earthling (1997)
- "I'm Afraid of Americans"

Van 'hours...' (1999)
- "Survive"

Van Heathen (2002)
- "Sunday"
- "Cactus" (oorspronkelijk van Pixies)
- "Slip Away"
- "Slow Burn"
- "Afraid"
- "I've Been Waiting for You" (oorspronkelijk van Neil Young)
- "I Would Be Your Slave"
- "I Took a Trip on a Gemini Spaceship" (oorspronkelijk van Norman Carl Odam)
- "5:15 the Angels Have Gone"
- "Everyone Says 'Hi'"
- "A Better Future"
- "Heathen (The Rays)"

Overige nummers
- "Absolute Beginners" (van Absolute Beginners soundtrack)
- "Alabama Song" (oorspronkelijk van de Bertolt Brecht-opera Rise and Fall of the City of Mahagonny, in 1980 uitgebracht als non-album single)
- "I Feel So Bad" (oorspronkelijk van Chuck Willis en bekend gemaakt door Elvis Presley)
- "One Night" (oorspronkelijk van Elvis Presley)
- "White Light/White Heat" (oorspronkelijk van The Velvet Underground)